# Gymnomitrion nigrum
Gymnomitrion nigrum là một loài rêu tản trong họ Gymnomitriaceae. Loài này được (Grolle & Váňa) Váňa miêu tả khoa học lần đầu tiên năm.